# Гулам Мухаммад Гхаус-Хан
Гулам Мухаммад Гхаус-Хан (урду غلام محمد غوث خان‎‎;
25 августа 1824 — 7 октября 1855) — 12-й и последний наваб (князь) Карнатаки (12 ноября 1825 — 7 октября 1855). После его смерти княжество Карнатака (Аркот) было аннексировано Британской Ост-Индской компанией.

## Ранняя жизнь
Родился 25 августа 1824 года. Единственный сын Азама Джаха (1797—1825), 11-го наваба Карнатаки (1819—1825). Его матерью была Мухтарам ун-ниса Бегум Сахиба, вторая жена Азама Джаха.
12 ноября 1825 года скончался его отец Азам Джах, когда Гуламу Мухаммаду Гхаус-хану был всего один год. В том же 1825 году Гхаус-хан был провозглашен новым навабом Карнатаки вместе со своим дядей, Азимом Джахом, в качестве регента.

## Правление
В 1825 году Гхаус-Хан был провозглашен навабом Карнатаки с Азимом Джахом в качестве регента. Азим Джах служил регентом у молодого наваба с 1825 по 1842 год, когда Гхаус-хан был официально установлен как Наваб Карнатака губернатором Мадраса, Джоном Эльфинстоном, лордом Эльфинстоном.
Во время своего правления Гхаус-хан основал Публичную библиотеку Мухаммада в Мадрасе и чоултри под названием Лангар-Хана. В Лангар-Хане сейчас располагается Ассоциация мусульманских вдов.

## Смерть
Гхаус-Хан скончался в 1855 году в Мадрасе в возрасте 31 года. Он не оставил после себя ни одного наследника мужского пола. Кандидатура дяди Гхаус-хана, Азима Джаха, единственного возможного наследника престола, были отклонены, и Княжество Карнатика (Аркот) было формально аннексировано Британской Ост-Индской компанией в соответствии с доктриной выморочности.

## Жены и дети

### Жены
- Наваб Хайир ун-ниса Бегум Сахиба (1824 — 16 августа 1903), дочь Ашраф ун-нисы Бегум и Зии уль-Мулька, придворного низамов Хайдарабада.
- Аузам ун-ниса Багум Сахиба (? — февраль 1888)
- Иззат ун-ниса Бегум Сахиба (? — 1862)
- Ман Каур
- Баготи

### Дочери
- Сахибзади Рахман ун-ниса Бегум (род. 4 марта 1852)
- Сахибзади Гафа ун-ниса Бегум